# The Prize Fighter
The Prize Fighter es una película de comedia estadounidense protagonizada por Tim Conway y Don Knotts. Dirigida por Michael Preece, fue escrita por Tim Conway y John Myhers, basada en una historia de Conway. Fue lanzado por New World Pictures en noviembre de 1979. 

## Trama
Ambientada en la década de 1930, Bags, un exboxeador, y Shake, su manager, han tocado fondo como entrenadores de pelea. Su último luchador perdió y los despidió. Sin casa ni siquiera dinero para comer. Bags le cuenta a Shake sobre volver al ring, a pesar del récord de Bags de 20 derrotas por nocaut (de 20 peleas). Una noche, mientras está en un carnaval, Shake convence a Bags para que se presente en una pelea amateur de 50 dólares. Sin que ellos lo sepan, entre la multitud hay un mafioso local conocido como Sr. Mike. Al detectar la oportunidad, el Sr. Mike hace arreglos para que el oponente de Bags se lance en la ronda. Bags golpea al otro boxeador con un gancho de derecha y gana el dinero. Luego, el Sr. Mike se acerca a Bags and Shake, se presenta como un hombre de negocios local y los invita a cenar a su mansión. Durante la cena, explica que le gustaría organizar a Bags para tener una oportunidad por el título de peso pesado. Su plan consiste en organizar a Bags para que pelee contra los tres principales contendientes por el título, luego Bags tendrá una oportunidad con el campeón de peso pesado, conocido como el Carnicero. Creyendo que el gancho de derecha de Bags le da una oportunidad. Bags y Shake están de acuerdo. Lo que no saben es que el Sr. Mike está utilizando a ambos hombres como peones en un plan para hacerse con un antiguo gimnasio de boxeo, para poder derribarlo y reconstruir la propiedad.

## Reparto principal
- Tim Conway como bolsos
- Don Knotts como Shake
- Robin Clarke como Mike
- David Wayne como Pop Morgan
- Irwin Keyes como flor
- Mary Ellen O'Neill como mamá
- Michael LaGuardia como El Carnicero
- Cisse Cameron como Polly
- George Nutting como Timmy
- John Myhers como Doyle
- Ted Henning como Jimmy

## Fondo
Los dos actores cómicos Conway y Knotts alcanzaron el éxito en la pantalla cuando fueron emparejados en varios largometrajes familiares para Disney: The Apple Dumpling Gang (1975), Gus (1976) y The Apple Dumpling Gang Rides Again (1979).  Como las películas de boxeo y lucha libre eran populares en los años 1970 y 1980, elegir el tema para una comedia parecía una buena idea. Knotts y Conway volverían a formar equipo una vez más en 1981 para The Private Eyes. 

## Recepción
La película ganó 6,5 millones de dólares durante su estreno inicial y fue una de las películas de mayor éxito financiero jamás estrenadas por New World Pictures, habiendo ganado más del doble del costo de su producción.